# Roviño
Roviño, en croata Rovinj (pronunciado [rǒʋiːɲ] en italiano, y cooficialmente Rovigno en istriano Ruvèigno o Ruveîgno), es una ciudad de Croacia situada en el norte del  mar Adriático y cuya población es de 13 562 habitantes (2007). La ciudad es oficialmente bilingüe en italiano y croata, por lo que ambos nombres de la ciudad son oficiales e igualmente válidos en esos dos idiomas.

## Historia
Roviño figura en el registro histórico a partir de la Cosmografía de Rávena, del Anónimo de Rávena, escrita en el siglo VII d. C. y de la cual se cree que describe la situación al siglo V. En la Cosmografía, se denomina a Roviño, alternativamente, Ruvigno, Ruigno, Ruginio, y Revigno. La fundación del poblado por los romanos dataría entonces de entre los s. iii a v.
En 1519, durante su viaje a Jerusalén, Juan del Encina hizo escala en Roviño, la cual incluyó en su Tribalgia (Roma, 1521):

En solo Roviño, en Istria surgimos, 
dò son las Mugeres, las mas cojas todas 
[...] 
Tomamos Puerto en Roviño, 
Por Provisiones pedir, 
Dò, las mas de las Mugeres 
Nacen cojas, sin falir.

En el s. xviii Juan Botero Benes calificó a Roviño como la tercera mejor ciudad de la península de Histria.
En 1810, ya Roviño contaba con  telégrafo marítimo, señalado en derroteros de la Real Armada, entre Parenzo y Promontorio (en vía al sur desde Venecia).
Después de las guerras napoleónicas, Roviño fue capital de la provincia de Istria en el Reino de Iliria cuando éste fue componente del Imperio austrohúngaro.  En 1911, en el último censo que Austro-Hungría condujo en Roviño, el 97.8% de la población hablaba italiano.
Roviño fue parte del Adriático que Claudio Magris compartió con Marisa Madieri.
En 2009, se llevó a cabo en Roviño el foro de Patrimonio Marítimo del Mediterráneo de la AMMM, la Association of Mediterranean Maritime Museums (español: Sociedad de museos marítimos del Mediterráneo).

## Ubicación
Se encuentra sobre la costa oeste de la península de Istria y es un destino turístico destacado, con varias islas cercanas y un activo puerto pesquero. Allí algunos residentes todavía hablan istriano o rovignese, una lengua romance  antiguamente muy difundida en esta zona de Istria.  El Marqués de Spínola, a cargo de un buque español, en 1796 estableció la latitud de Roviño en N 45°09'00'.

## Museos
«The Batana House» (croata: Ekomuzeja Kuca o batani),  es un museo fundado en 2004 consagrado al legado marítimo de Roviño.

## Galería

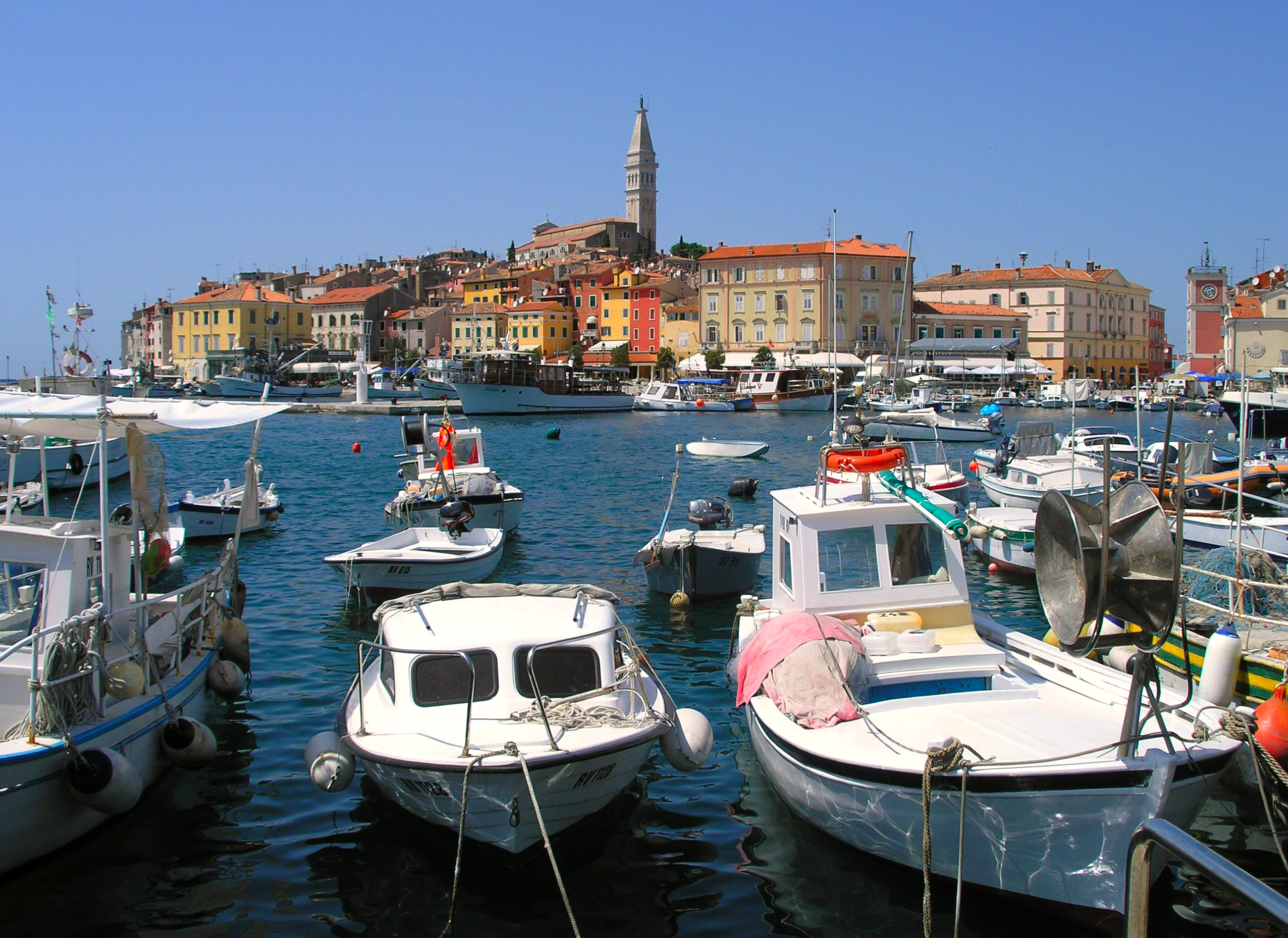
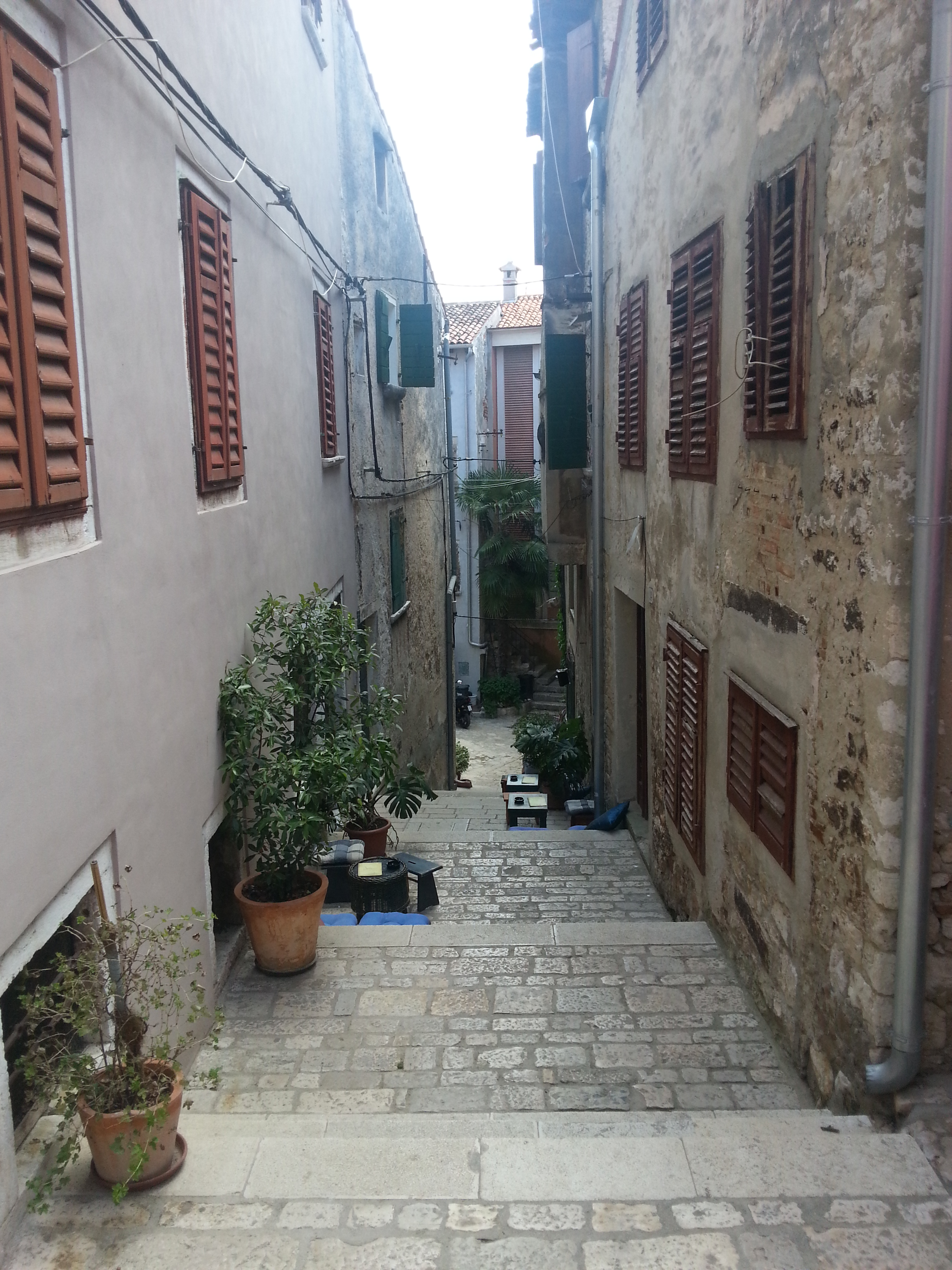
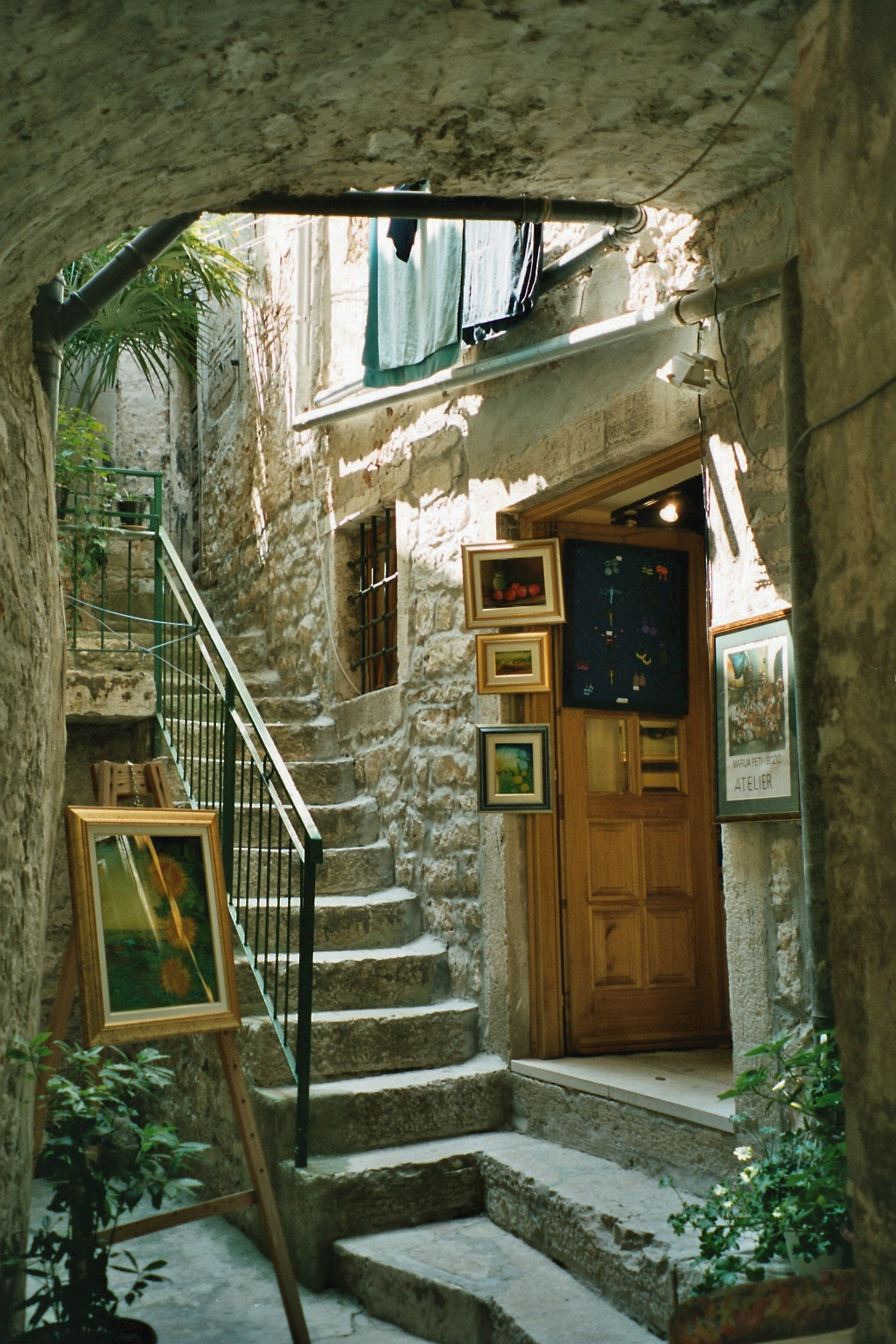
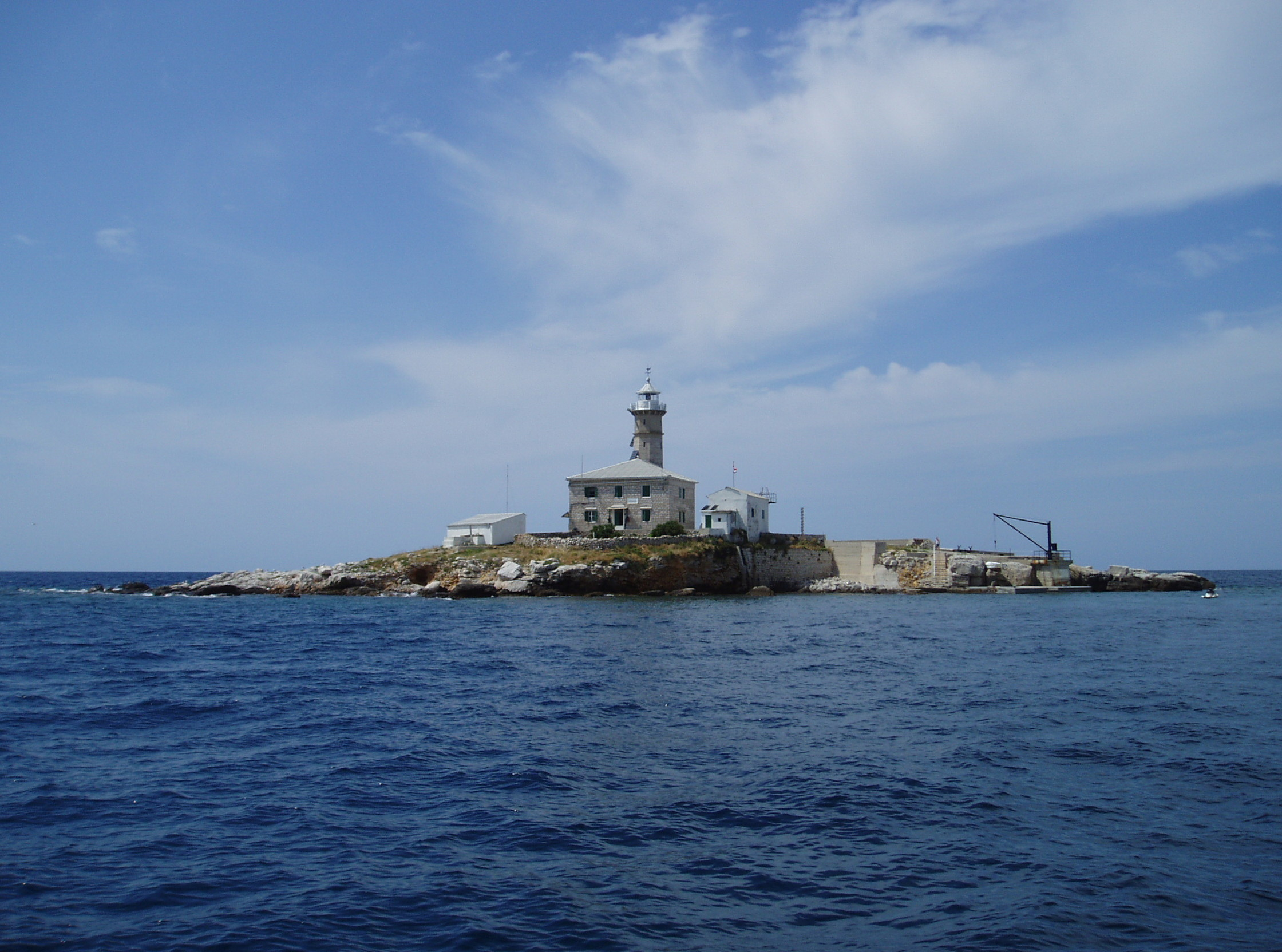
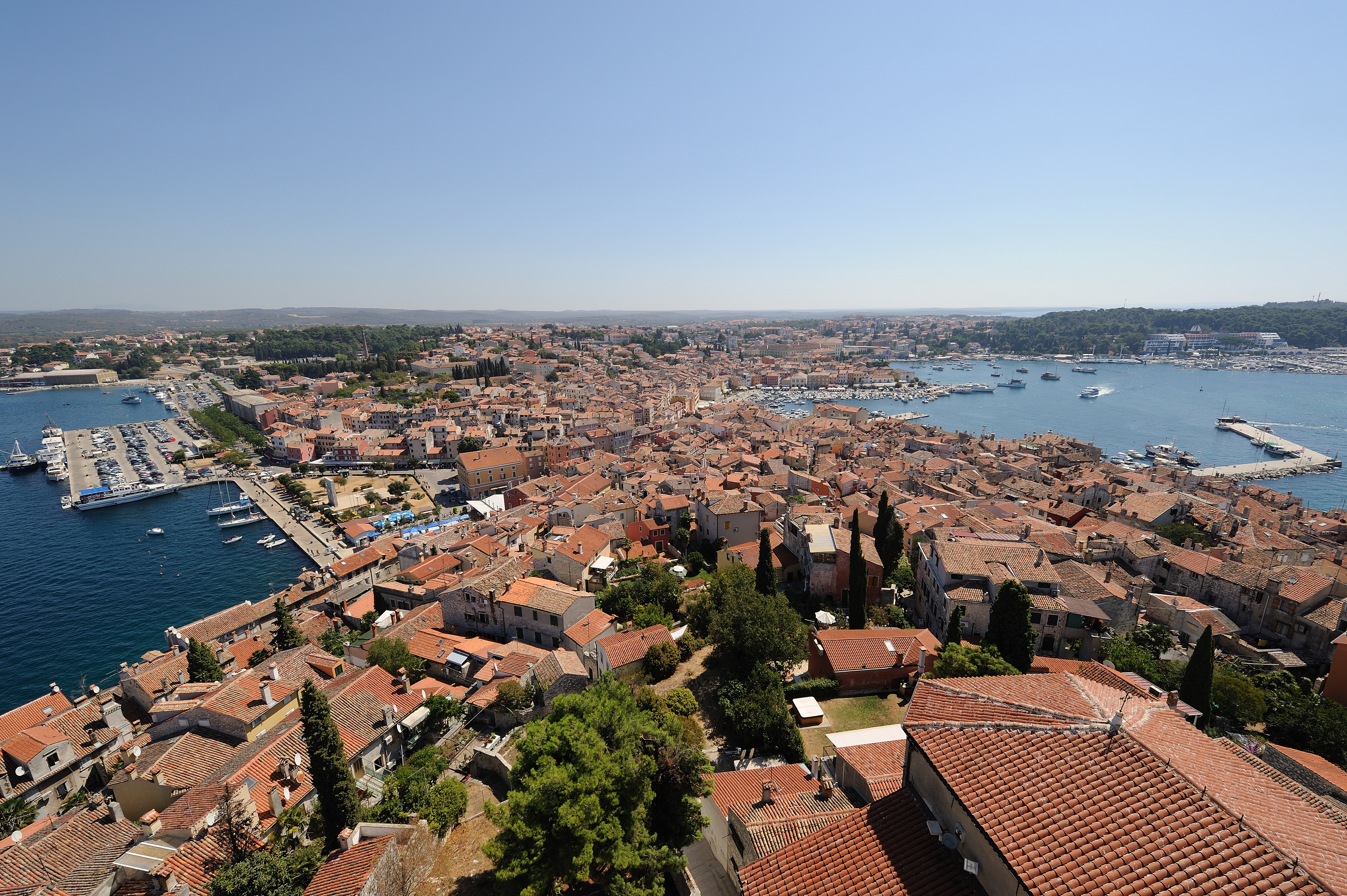
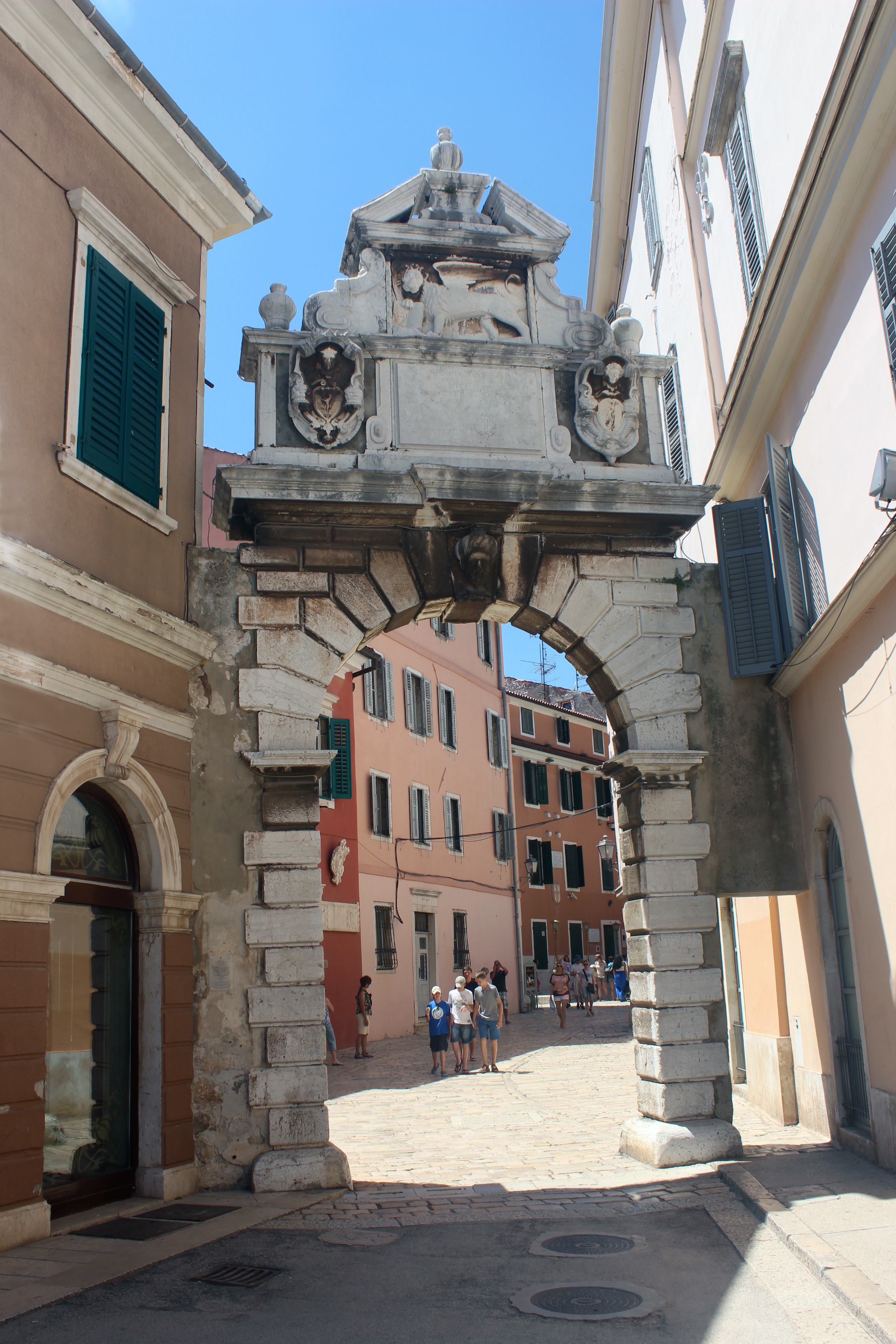
L'Arco dei Balbi.